# Nemanja Sekulić
Nemanja Sekulić (in serbo Немања Секулић?; Podgorica, 29 marzo 1994) è un calciatore montenegrino, difensore dello Zabjelo.

## Carriera

### Club
Ha giocato nella prima divisione serba ed in quella montenegrina.

### Nazionale
Ha giocato nella nazionale montenegrina Under-19.
Nel 2019 ha esordito nella nazionale maggiore.

## Statistiche

### Cronologia presenze e reti in nazionale
| Cronologia completa delle presenze e delle reti in nazionale ― Montenegro | Cronologia completa delle presenze e delle reti in nazionale ― Montenegro | Cronologia completa delle presenze e delle reti in nazionale ― Montenegro | Cronologia completa delle presenze e delle reti in nazionale ― Montenegro | Cronologia completa delle presenze e delle reti in nazionale ― Montenegro | Cronologia completa delle presenze e delle reti in nazionale ― Montenegro | Cronologia completa delle presenze e delle reti in nazionale ― Montenegro | Cronologia completa delle presenze e delle reti in nazionale ― Montenegro |
| Data                                                                      | Città                                                                     | In casa                                                                   | Risultato                                                                 | Ospiti                                                                    | Competizione                                                              | Reti                                                                      | Note                                                                      |
| ------------------------------------------------------------------------- | ------------------------------------------------------------------------- | ------------------------------------------------------------------------- | ------------------------------------------------------------------------- | ------------------------------------------------------------------------- | ------------------------------------------------------------------------- | ------------------------------------------------------------------------- | ------------------------------------------------------------------------- |
| 11-10-2019                                                                | Podgorica                                                                 | Montenegro                                                                | 0 – 0                                                                     | Bulgaria                                                                  | Qual. Euro 2020                                                           | -                                                                         |                                                                           |
| Totale                                                                    |                                                                           | Presenze                                                                  | 1                                                                         |                                                                           | Reti                                                                      | 0                                                                         |                                                                           |

## Palmarès

### Competizioni nazionali
- Campionato montenegrino: 1

Budućnost: 2020-2021
- Coppa del Montenegro: 2

Budućnost: 2020-2021, 2021-2022